# Ants Seiler
Ants Seiler (ur. 31 marca 1930 w Tartu, zm. 2 czerwca 1968 w Rydze) – radziecki kierowca wyścigowy.

## Kariera
W 1949 roku ukończył Technikum Elektromechaniczne w Tartu. Następnie, wspólnie z Rolandem Kruukiem, Vaino Paasikiem, Elmarem Kaartem i Arno Joalą, założył firmę TART (później TARK). Początkowo produkowała ona części zamienne do ciężarówek. W 1957 roku Seiler, wraz z przyjaciółmi, rozpoczął w Tallinnie hobbystyczną produkcję samochodów wyścigowych. Dwa lata później natomiast TARK wyprodukował pierwszy samochód wyścigowy, o oznaczeniu Estonia 1, którego współprojektantem był Ants Seiler.
W 1961 roku Seiler zadebiutował w Sowieckiej Formule 3. Rywalizował wówczas Estonią 3. Dzięki zwycięstwu w Leningradzie i drugiemu miejscu w Kownie zdobył tytuł mistrzowski. W sezonie 1965 ścigał się Melkusem 64. Dwukrotnie był drugi i na koniec sezonu został wicemistrzem. W roku 1966 zmienił samochód na Estonię 9 i ponownie został wicemistrzem.
Zmarł w wyniku wypadku, do którego doszło 2 czerwca 1968 roku na torze Bikernieki w ramach wyścigu Mistrzostw Republik Bałtyckich.

## Wyniki w Sowieckiej Formule 3
| Legenda oznaczeń w tabelach wyników Wyświetl szablon na nowej stronie | Legenda oznaczeń w tabelach wyników Wyświetl szablon na nowej stronie                                                                     |
| Oznaczenie                                                            | Wyjaśnienie |
| --------------------------------------------------------------------- | --- |
| Złoty                                                                 | Zwycięzca lub mistrzostwo |
| Srebrny                                                               | 2. miejsce lub wicemistrzostwo |
| Brązowy                                                               | 3. miejsce lub II wicemistrzostwo |
| Zielony                                                               | Ukończył, punktował (w klasyfikacji generalnej, gdy zdobył co najmniej jeden punkt na przestrzeni sezonu, poza trzema powyższymi opcjami) |
| Niebieski                                                             | Ukończył, nie punktował (w klasyfikacji generalnej, gdy nie zdobył co najmniej jednego punktu na przestrzeni sezonu)                      |
| Czerwony                                                              | Nie zakwalifikował się (NZ) |
| Czerwony                                                              | Nie prekwalifikował się (NPK) |
| Różowy                                                                | Nie ukończył (NU) |
| Różowy                                                                | Niesklasyfikowany (NS) (w klasyfikacji generalnej, gdy nie został sklasyfikowany w żadnym wyścigu sezonu)                                 |
| Czarny                                                                | Zdyskwalifikowany (DK) |
| Czarny                                                                | Wykluczony (WYK/EX) |
| Biały                                                                 | Nie wystartował (NW) |
| Biały                                                                 | Kontuzjowany (K/INJ) |
| Biały                                                                 | Wyścig odwołany (OD/C) |
| Bez koloru                                                            | Został wycofany (WYC/WD) |
| Bez koloru                                                            | Nie przybył (NP/DNA) |
| Bez koloru                                                            | Nie brał udziału w treningach (NT/DNP) |
| Bez koloru                                                            | Nie został zgłoszony (–) |
| Pogrubienie                                                           | Start z pole position |
| Kursywa                                                               | Najszybsze okrążenie wyścigu |
| †                                                                     | Nie ukończył, ale jego rezultat został zaliczony ze względu na przejechanie więcej niż 90% dystansu wyścigu.                              |
| *                                                                     | Sezon w trakcie |
| 1/2/3                                                                 | Punktowana pozycja w sprincie kwalifikacyjnym                                                                                             |
| Lista systemów punktacji Formuły 1                                    | |

| Rok  | Zespół        | Samochód  | Silnik   | Wyniki w poszczególnych eliminacjach | Wyniki w poszczególnych eliminacjach | Wyniki w poszczególnych eliminacjach | Wyniki w poszczególnych eliminacjach | Pkt. | Msc. |
| ---- | ------------- | --------- | -------- | ------------------------------------ | ------------------------------------ | ------------------------------------ | ------------------------------------ | ---- | ---- |
| 1961 |               |           |          |                                      |                                      |                                      |                                      | ?    | 1    |
| 1961 | Kalev Tallinn | Estonia 3 | IMZ      | 2                                    | 1                                    |                                      |                                      | ?    | 1    |
| 1965 |               |           |          |                                      |                                      |                                      |                                      | ?    | 2    |
| 1965 | Kalev Tallinn | Melkus 64 | Wartburg | 2                                    | 2                                    |                                      |                                      | ?    | 2    |
| 1966 |               |           |          |                                      |                                      |                                      |                                      | ?    | 2    |
| 1966 | Kalev Tallinn | Estonia 9 | Wartburg | 1                                    | 9                                    | 3                                    | 6                                    | ?    | 2    |